# Matilda Lansana Minah V
Matilda Yayu Lansana Minah, née le 25 mars 1935, est une femme politique, parlementaire et cheffe suprême du district de Pujehun en Sierra Leone. Elle s'exprime ouvertement sur les droits des femmes, l'agriculture et l'éducation.

## Biographie

### Enfance et Éducation
Minah est née le 25 mars 1935 en Sierra Leone. Elle obtient son diplôme d'enseignante en 1961.
Après l'obtention de son diplôme, elle s'est mariée et a eu huit enfants avec son mari, qui est infirmier. En raison de son rôle, la famille vie dans plusieurs endroits et Minah enseigne dans les écoles où ils vivent. Elle a pris sa retraite de l'enseignement en 1982 et a créé une entreprise avec son frère Francis Minah.

### Carrière
En 1985, son père, Momodu John Minah, décède et Minah est couronnée chef suprême de la chefferie de Yakemo Kpukumu Krim (YKK) dans le district de Pujehun en 1986. Elle démissionne alors de ses intérêts commerciaux. L'une de ses premières priorités en tant que chef est d'améliorer les rendements agricoles de la chefferie ,.
En 1987, son frère est assassiné par des membres du Congrès national du peuple. En1991, elle est arrêtée pendant la guerre civile en Sierra Leone et emprisonnée durant près d'un an. Après sa libération, elle s'est rendue en Allemagne pour suivre des soins médicaux, puis est retournée en Sierra Leone en 1993. Elle habite dans la ville de Bo, à proximité du camp de réfugiés de Gondama où vivent de nombreux sujets de sa chefferie. Pendant la guerre, elle a siégé au comité des chefs déplacés. Après la fin de la guerre, Minah a continué son travail de chef en se concentrant particulièrement sur le développement et l'éducation des femmes. Elle est membre de la Commission Vérité et Réconciliation .
Minah est élue membre du Parlement de Sierra Leone en 2018 et est membre de deux commissions de la Chambre: l'agriculture et les organisations non gouvernementales. Elle est membre de la délégation sierra-léonaise auprès de l'Union interparlementaire en 2021.
Aux côtés de la chef suprême Teresa Vibbi, elle a parlé de la nécessité pour les femmes du nord de la Sierra Leone d'être reconnues comme propriétaires terriennes et de s'impliquer davantage dans la vie politique. Elle est membre des dix-huit femmes qui composent le groupe des femmes du Parlement et a demandé que le parlement de la Sierra Leone ait un quota de 30 % de femmes.

## Prix
- Guides femmes des Nations Unies (2010[3])